# Havre Athletic Club
Le Havre Athletic Club Football Association é um clube de futebol francês. Sua sede fica na cidade de Le Havre. Fundado em 1862 como time de rugby, é a equipe mais antiga em atividade no futebol francês. Conhecido por revelar Paul Pogba.
Seu estádio é o Stade Océane, cuja capacidade é de 25.178 torcedores. A cor oficial do Le Havre é o azul, dividido em dois tons (azul-claro e Azul-escuro).

## Títulos
- Campeonato da França USFSA: 3 vezes (1899, 1900 e 1919).
- Campeonato Francês - 2ª Divisão: 6 vezes (1938, 1959, 1985, 1991, 2008 e 2023).
- Campeonato da USFSA Normandie: 13 vezes (1900, 1901, 1902, 1903, 1905, 1906, 1907, 1909, 1919, 1920, 1921, 1923 e 1926).
- Copa da França: 1959.
- Challenge des Champions: 1959.
- Taça Gambardella: 1989.